# Ubu incatenato
Ubu incatenato (Ubu enchaîné in francese) è l'ultima opera del ciclo d'Ubu, scritto da Alfred Jarry nel 1899. Come indicato dal titolo, l'opera parla di Padre Ubu che viene condotto in prigione.

## Trama
Stanco di arricchirsi, il Padre Ubu decide di servire i signori. Prima va a fare il militare tra gli uomini liberi, governati dal caporale Pissedoux, il marchese di Granpré, poi va a lustrare le scarpe (o i piedi) di Pissembock, il marchese di Grandair, e sua nipote Eleuteria, promessa sposa proprio a Pissedoux. Per aver ballato con lei il valzer alla festa di fidanzamento di quest'ultima, gli Ubu vengono condannati all'ergastolo. Infine il Padre Ubu e tutti i personaggi della commedia vengono mandati come prigionieri al sultano Solimano.